# Richard Estes
Richard Estes (ur. 14 maja 1932 w Kewanee, Illinois) – amerykański malarz, znany z tworzenia obrazów fotorealistycznych.

## Życiorys
Gdy był jeszcze dzieckiem, rodzina Richarda przeprowadziła się do Chicago. Rozpoczął studia w szkole instytutu sztuki miasta Chicago, na których skupiał się nad pracami realistów takich jak: Edgar Degas, Edward Hopper i Thomas Eakins, których wiele obrazów znajduje się w kolekcji szkoły. W 1956 roku, wkrótce po ukończeniu studiów, Estes przeprowadził się do Nowego Jorku. W tym właśnie mieście, jak i w Hiszpanii, pracował przez następne dziesięć lat jako artysta grafik, dla wielu magazynów i agencji reklamowych. Malował wówczas tylko w wolnym czasie. W 1966 roku zdobył fundusze, które pozwoliły mu poświęcić się malarstwu całkowicie.
W 1971 roku Estesowi przyznano członkostwo w Narodowej Radzie Artystów.

## Twórczość
W swojej twórczości Estes skupia się na jak najwierniejszym przedstawieniu panoramy współczesnych miast, uwzględniając wszelkie odbicia i refleksy świetlne powstałe na przykład na oknach wystawowych, czy karoseriach samochodów. Jego miasta są często bezludne. Przy tworzeniu obrazów używa często aerografu.
Większość wczesnych obrazów Estesa przedstawia mieszkańców miasta zaangażowanych w codzienne czynności. Około 1967 roku zaczął malować frontony sklepów i budynków, jak również odbicia ukazujące się w oknach. Obrazy malował w oparciu o zrobione przez siebie kolorowe fotografie, co pomogło mu uchwycić zmienną naturę odbić, które zmieniały się znacznie w zależności od pory dnia. Ze względów estetycznych, Estes wprowadzał pewne uwypuklenia, jeżeli chodzi o odbicia, ważne dla niego było, aby najważniejsze, odbite przedmioty były rozpoznawalne, jak również i to, by uchwycić moment, w którym odbicie ma najwyższą jakość, to znaczy jest najwyraźniejsze. Pierwsza wystawa poświęcona jego twórczości, odbyła się w 1968 roku w Allan Stone Galery. Jego prace były też wystawiane w Metropolitan Museum of Art, Whitney Museum i Solomon R. Guggenheim Museum.